# Pteroplatini
Los pteroplatinos (Pteroplatini) son una tribu de coleópteros crisomeloideos de la familia Cerambycidae.

## Géneros
Tiene los siguientes géneros:
- Amphidesmus Audinet-Serville, 1834
- Aphylax Lacordaire, 1869
- Athetesis Bates, 1870
- Corynellus Bates, 1885
- Cosmoplatus Aurivillius, 1891
- Deltosoma Thomson, 1864
- Diastellopterus Thomson, 1858
- Elytroleptus Dugés, 1879
- Nubosoplatus Swift, 2008
- Pseuderos Lameere, 1893
- Pteroplatus Buquet, 1840
- Thelgetra Thomson, 1864